# Winter X Games XXVI
Winter X Games XXVI (X Games Aspen 2022) blev afholdt fra d. 21. januar til d. 23. januar 2022 i Aspen, Colorado, USA.

## Medaljeoversigt

### Ski

#### Mænd
| Disciplin    | Guld            | Sølv         | Bronze     |
| ------------ | --------------- | ------------ | ---------- |
| Big Air      | Alex Hall       | Mac Forehand | Teal Harle |
| Slopestyle   | Andri Ragettli  | Max Moffatt  | Alex Hall  |
| SuperPipe    | Nico Porteous   | Aaron Blunck | David Wise |
| Knuckle Huck | Quinn Wolferman | Jake Mageau  | Alex Hall  |

#### Kvinder
| Disciplin  | Guld          | Sølv             | Bronze          |
| ---------- | ------------- | ---------------- | --------------- |
| Big Air    | Tess Ledeux   | Megan Oldham     | Olivia Asselin  |
| Slopestyle | Tess Ledeux   | Mathilde Gremaud | Megan Oldham    |
| SuperPipe  | Kelly Sildaru | Brita Sigourney  | Hanna Faulhaber |

### Snowboard

#### Mænd
| Disciplin    | Guld             | Sølv                        | Bronze           |
| ------------ | ---------------- | --------------------------- | ---------------- |
| Big Air      | Marcus Kleveland | Max Parrot                  | Rene Rinnekangas |
| Slopestyle   | Mark McMorris    | Marcus Kleveland            | Sven Thorgren    |
| SuperPipe    | Scotty James     | Ayumu Hirano                | Kaishu Hirano    |
| Knuckle Huck | Marcus Kleveland | Fridtjof Sæther Tischendorf | Dusty Henricksen |

#### Kvinder
| Disciplin  | Guld                 | Sølv              | Bronze           |
| ---------- | -------------------- | ----------------- | ---------------- |
| Big Air    | Zoi Sadowski-Synnott | Jamie Anderson    | Miyabi Onitsuka  |
| Slopestyle | Zoi Sadowski-Synnott | Jamie Anderson    | Laurie Blouin    |
| SuperPipe  | Sena Tomita          | Queralt Castellet | Haruna Matsumoto |